# Günter Clemens (Ingenieur)
Günter Clemens (* 5. Mai 1925 in Leipzig; † 5. Januar 2010 ebenda) war ein deutscher Bauingenieur und Hochschullehrer.

## Leben und Wirken
Clemens überlebte als Teilnehmer des Zweiten Weltkriegs mit einer Granatsplitterverletzung am Kopf und geriet nach dem Lazarett in amerikanische Kriegsgefangenschaft, aus der er im Juni 1945 entkam. Nachdem Clemens Ostern 1946 das Zeugnis der Reife in Leipzig erworben hatte, studierte er Reine und Angewandte Mathematik sowie Theoretische und Angewandte Physik mit dem Schwerpunkt Angewandte Mechanik an der Abteilung Naturwissenschaften der Philosophischen Fakultät der Alma Mater Lipsiensis. Daneben belegte Clemens auch Lehrveranstaltungen über Chemie, Philosophie und Pädagogik. Im Dezember 1949 erwarb er dort das Diplom und bestand die wissenschaftliche Staatsprüfung für das höhere Lehramt. Anschließend war er bis 1954 Lehrer an der Goethe- und Herderschule und handelte sich große Schwierigkeiten seitens der FDJ ein, da er sich als Lehrer schützend vor die Mitglieder der Jungen Gemeinde seiner Abiturklasse stellte.
Diese Probleme und Differenzen mit der Schulleitung veranlassten Clemens, den Schuldienst zu quittieren und im September 1954 an der neugegründeten Hochschule für Bauwesen in Leipzig – zunächst als Oberassistent am Lehrstuhl für Technische Mechanik – eine neue berufliche Perspektive zu finden. Schon im Januar 1955 übernahm er die einschlägigen Vorlesungen an der Leipziger Hochschule und wurde am 30. Januar 1959 von der Hochschule für Bauwesen Weimar mit der Dissertation über Polarisationsoptische Untersuchung der Spannungsverteilung in wandartigen Trägern mit Randverstärkung zum Dr.-Ing. promoviert. Ein Jahr später erfolgte seine Berufung zum Mitglied der Zentralen Kommission Hochschulpädagogik beim Staatssekretariat für das Hoch- und Fachschulwesen, das damals von Gerhard Harig (1902–1966), einem Physiker und namhaften marxistischen Wissenschaftshistoriker, geführt wurde. Schon 1962 erhielt Clemens die Leitung des Lehrstuhls für Technische Mechanik der Hochschule für Bauwesen in Leipzig. 1963 habilitierte er sich mit einer Arbeit über die Grundlagen und Methoden zur Berechnung rechteckiger isotroper Platten an seiner Hochschule.
Am 1. Januar 1977 wurde die Hochschule für Bauwesen mit anderen Leipziger Bildungseinrichtungen zur TH Leipzig zusammengefasst. Dort wurde Clemens zum Dekan der Fakultät Technik und Naturwissenschaften gewählt. Das von ihm am Lehrstuhl eingerichtete Laboratorium für Spannungsoptik und Modellstatik avancierte zur Keimzelle der Versuchseinrichtungen der TH Leipzig. Clemens führte auch die sich in der DDR etablierende Informatik in die Lehre und Forschung der Technischen Mechanik ein. Seine Monografien zur Technischen Mechanik für Bauingenieure erfreuten sich nicht nur in der DDR, sondern auch in der Bundesrepublik Deutschland großer Beliebtheit. Ab 15. Oktober 1985 wirkte Clemens an der TH Leipzig auch als Leiter des Wissenschaftsbereiches Technische Mechanik und Massivbau. Von 1960 bis 1984 begleitete er mehr als 400 Doktorandinnen und Doktoranden. Mit Vollendung seines 65. Lebensjahres wurde Clemens 1990 emeritiert. Gleichwohl engagierte sich Clemens bis 1997 für die Belange seiner Alma Mater.
Dass Clemens ein innovativer Pädagoge der deutschsprachigen Technischen Mechanik war, beweist sein als scrambled book geschriebenes Lehrprogramm Schnittkräfte in Stabtragwerken, das nach der seinerzeit aus den USA nach Europa gekommenen Methode des programmierten Unterrichtes verfasst war. Damit und mit seinen Lehrbüchern reiht sich Clemens ein in den Kreis der großen deutschsprachigen Pädagogen der Technischen Mechanik von Johann Albert Eytelwein, Franz Joseph Ritter von Gerstner und Julius Weisbach über August Föppl und Christian Otto Mohr bis hin zu István Szabó.

## Werke
- Günter Clemens: Schnittkräfte in Stabtragwerken. Lehr- und Übungsprogramm. VEB Verlag für Bauwesen, Berlin 1970.
- Günter Clemens: Grundlagen der Ähnlichkeitsmechanik. In: Siegfried Speer (Hrsg.): Experimentelle Spannungsanalyse: Modellstatik. B. G. Teubner, Leipzig 1971 (Kapitel 1).
- Günter Clemens: Technische Mechanik für Bauingenieure. Band 1: Statik starrer Körper. VEB Verlag für Bauwesen, Berlin 1972; 2. Auflage: 1974; 3. Auflage: 1978; 4. Auflage: 1982; 5. Auflage: 1984.
- Günter Clemens: Technische Mechanik für Bauingenieure. Band 2: Kinetik des starren Körpers. VEB Verlag für Bauwesen, Berlin 1975; 2. Auflage: 1984.
- Günter Clemens: Technische Mechanik in Basic. VEB Verlag für Bauwesen, Berlin 1989.
- Günter Clemens: Technische Mechanik in Pascal. Werner-Verlag, Düsseldorf 1992.
- Günter Clemens: Technische Mechanik im Bauwesen. Grundlagen der Statik und Kinetik. Werner Verlag, Düsseldorf 1996.